# Castell de Serrallonga
El Castell de Serrallonga és una fortificació ara del tot en ruïnes del terme comunal de Serrallonga, a la comarca del Vallespir, a la Catalunya del Nord. Està situat a prop al sud-est del poble de Serrallonga, a llevant i a prop de la masia del Castell i a ponent de Can Peitaví. Les seves restes estan força malmeses.